# دانشگاه استانی گانگوون
دانشگاه استانی گانگوون (کره‌ای: 강원도립대학) یک کالج دولتی در شهر گانگونگ، استان گانگوون، کره جنوبی است.
برخلاف بسیاری از موسسات عالی دولتی در کره جنوبی، مستقیماً توسط دولت استانی Gangwon-do اداره می‌شود.

## تاریخ
مجوز تأسیس این کالج در سال ۱۹۹۵ صادر شد و ساخت آن در سال ۱۹۹۷ آغاز شد. اولین دانشجویان در اسفند ۹۸ پذیرفته شدند. در سال ۲۰۱۵، یک ارزیابی توسط وزارت آموزش و پرورش، کالج را در گروه E پایین‌ترین رتبه ارزیابی نمود و کالج از بودجه دولتی محروم شد.

## سازمان
رئیس دانشگاه بر چهار بخش کالج نظارت دارد: علوم طبیعی، مهندسی، علوم انسانی و اجتماعی، و تربیت بدنی. این چهار بخش، در مجموع ۱۳ زیر مجموعه دارد.
- پلیس و فناوری دریایی، علوم حیات دریایی، فرآوری مواد غذایی و نانوایی،
- علوم کاداستر و املاک و مستغلات، گردشگری، آموزش و مراقبت از کودکان، مهندسی عمران، اطلاعات و ارتباطات،
- مهندسی خودرو، طراحی صنعتی، آتش‌سوزی محیطی و پیشگیری از بلایا، تکنیک‌های محتوای دیجیتال،
- ورزش اوقات فراغت.